# Vajszló
Vajszló là một làng thuộc hạt Baranya, Hungary. Làng này có diện tích 17,71 km², dân số năm 2010 là 1740 người, mật độ 98 người/km².